# 남일면 (청주시)
남일면(南一面)은 대한민국 충청북도 청주시 상당구의 면이다. 대한민국 공군사관학교와 상당구청이 이곳에 있다.

## 연혁
- 1914년 4월 1일 청주군 남일면 (19 법정리)

| 조선총독부령 제111호 |                                                                               |
| 구 행정구역 | 신 행정구역                                                                   |
| 청주군 남일상면 가서리 일부/행정리/학산리/가동리/가북리/가상리/원동/지경리/(남일하면)행정리 일부, 가서리 일부/거치리/하가리 일부, 목의리/관기리/유곶리/진목리/쌍수리 일부, 신대리/(회인군 북면)지경리/(문의군 동면)인차리 일부, 문대동/주동, 상적리/원동/봉동 일부/대야리/상검리/하검리/(산내이하면)안인동리 일부, 노은리/노은동리/(회인군 남면)등곡리, 오류리/오산리/(문의군 북면)남계리 일부, 중적리/부곡리/봉동 일부 | 남일면 가산리, 가중리, 고은리, 두산리, 문주리, 상야리, 은행리, 화당리, 황청리 |
| 청주군 남일하면 방서리 일부/대촌리/평촌리 일부/신목리 일부, 입송리/성암리, 가남리/신기리/하가리/송산리 일부/용평리 일부/행정리 일부, 계목리/관기리/(남일상면)쌍수리, 방동리 일부/방서리 일부/백운리 일부/(산내이하면)하월리 일부, 가암리/용평리 일부/송산리 일부/신목리 일부, 지북리 일부/지남리/방동리 일부/대평리 일부, 평촌리 일부/지북리 일부, 송정동/도덕동/대평리 일부                                            | 남일면 방서리, 송암리, 신송리, 쌍수리, 운동리, 장암리, 지북리, 평촌리, 효촌리 |
| 청주군 산내이하면 상월리/중월리/(남일상면)월오리/(남일하면)백운리 | 남일면 월오리                                                                 |
- 1946년 6월 1일 청원군 남일면
- 1947년 2월 1일 상야리가 가덕면에 편입
- 1983년 2월 15일 방서리가 청주시로 편입
- 1990년 8월 1일 5개 리(운동리, 월오리, 장암리, 지북리, 평촌리)를 청주시로 편입
- 2014년 7월 1일 청주시 상당구 남일면(청원군, 청주시 통합)

## 개요
남일면은 지리적으로는 정방형의 모습을 하고 있으며 동과 서가 산악으로 이어지고, 그 중심부를 청주권의 젖줄로 불리는 무심천이 북류하면서 주변에 비옥한 분지를 이루며 미호강과 합류하여 금강에 이른다.
특산물로 청원생명딸기가 있다. 무심천 주변은 비옥한 퇴적층의 사질양토로써 배수가 잘 되어 딸기 재배의 최적지로, 80년대 초반부터 집단 재배단지가 대청댐을 찾는 관광객들의 나들이길의 주변 도로변에 자연스럽게 형성되어 지금은 35헥타르의 광활한 면적에 작목반을 이루었다. 청원생명딸기는 남일면의 유일한 특산물로 자리잡아 당도가 높고 특유의 향과 맛이 뛰어난 무공해 고품질 딸기로 정평이 나 있다.

## 행정 구역
| 법정리 | 한자명 | 행정리                                                        | 비고            |
| ------ | ------ | ------------------------------------------------------------- | --------------- |
| 송암리 | 松岩里 | 송암1리, 송암2리                                              |                 |
| 효촌리 | 孝村里 | 효촌1리, 효촌2리, 효촌3리, 효촌4리, 효촌5리, 효촌6리, 효촌7리 | 구청 (면)소재지 |
| 문주리 | 文注里 | 문주1리, 문주2리                                              |                 |
| 황청리 | 黃淸里 | 황청리                                                        |                 |
| 은행리 | 銀杏里 | 은행1리, 은행2리                                              |                 |
| 두산리 | 斗山里 | 두산1리, 두산2리                                              |                 |
| 쌍수리 | 雙樹里 | 쌍수1리, 쌍수2리, 쌍수3리                                     |                 |
| 고은리 | 高隱里 | 고은1리, 고은2리, 고은3리, 고은4리                            |                 |
| 화당리 | 花塘里 | 화당1리, 화당2리                                              |                 |
| 가산리 | 駕山里 | 가산1리, 가산2리, 가산3리                                     |                 |
| 신송리 | 新松里 | 신송1리, 신송2리, 신송3리                                     |                 |
| 가중리 | 佳中里 | 가중1리, 가중2리                                              |                 |
| 12리   |        | 33행정리                                                      |                 |

## 주요 시설
- 상당구청
- 남일면사무소
- 남일파출소
- 상당구보건소
- 청남농협
- 청주시 농업기술센터

## 교육
- 남일초등학교 (쌍수리)
  - 두산분교 (폐교) - 남일면 두산길 53 (두산리)
- 신송초등학교 (신송리)
- 동화초등학교 (화당리)
- 공군사관학교